# Sankt Pauls Kirke (Taastrup)
 For alternative betydninger, se Sankt Pauls Kirke. (Se også artikler, som begynder med Sankt Pauls Kirke)
Sankt Pauls Kirke er en romersk-katolsk kirke beliggende på Frøgård Allé i Høje Taastrup med en af de største katolske menigheder i bispedømmet København. Ved siden af ligger den katolske privatskole Sankt Pauls Skole.
Kirkebladet ved Sankt Pauls Kirke, kaldet Sogneblad for Sankt Pauls Kirke, udkommer 4 gange årligt.

## Historie
Taastrup og Hedehusene havde en stor katolsk menighed i begyndelsen af 1900-tallet, men stod med hverken kirke eller præst. Den 10. august 1922 på Husmandsvej i Tasstrup lagde en gartner Andersen dog hus til at pater Günther fra jesuitterne i Ordrup kunne holde en katolsk messe for første gang i Taastrup siden reformationen i 1536. Grundet den lille plads købtes en ledig kirke i Aldersrogade i København for 1.000 kroner, og en stor del blev flyttet til en bid af gartnerens jord. Kirken blev dog i stedet for beklædt med træ, så den fremstod som en norsk stavkirke. Kirkens klokke var den gamle skoleklokke fra Sct. Andreskollegiet i Ordrup, glasmalerierne og de udskårne lysekroner fra Rosenkranskirken på Frederiksberg, mens en af initiativtagerne til byggeriet, billedhugger Windfeld-Schmidt stod for det fine billedskærerarbejde på korsvejsstationerne. Kirken blev indviet som katolsk sognekirke den 15. oktober 1933 af biskop Josef Brems m.v. Først i 1974 blev kirken udvidet med en præstebolig og et menighedshus ved kirken.
Omkring 1990 var kirkens rammer blevet for trange i forhold til menighedens daværende størrelse på over 1.800 medlemmer. Efter store bidrag fra de tyske katolikker blev en kirke i Høje Taastrup indviet den 5. juni 1995 – da man var gået i procession til kirken efter en afskedsmesse i den gamle kirke. Katolikkerne solgte sidenhen den gamle kirke til kopterne.

## Galleri
- Udført med støtte fra de tyske katolikkers hjælpeinstitution Bonifatiuswerk.
- Alteret
- Døbefonten
- Kirkebænke
- Interiør i Sankt Pauls Kirke
- Orglet